# Just Right
Just Right – trzeci minialbum południowokoreańskiej grupy Got7, wydany 13 lipca 2015 roku przez JYP Entertainment i dystrybuowany przez KT Music. Płytę promował główny singel „Just right”. Sprzedał się w nakładzie 108 327 egzemplarzy w Korei Południowej (stan na luty 2018).
Minialbum został wydany ponownie 24 grudnia 2015 roku jako limitowany USB album, w siedmiu wersjach.

## Lista utworów
| CD | CD                                                                             | CD                                                | CD                                                                                                | CD                                                                               | CD      |
| Nr | Tytuł utworu                                                                   | Tekst                                             | Kompozycja                                                                                        | Aranżacja                                                                        | Długość |
| -- | ------------------------------------------------------------------------------ | ------------------------------------------------- | ------------------------------------------------------------------------------------------------- | -------------------------------------------------------------------------------- | ------- |
| 1. | „Just right” (kor. 딱 좋아 (Just right) Ttag Joha (Just right))                | J.Y. Park "The Asiansoul"                         | Carlos Battey, Steven Battey, Gavin Jones, Charles "Chizzy" Stephens III, C Minor, Jay Dmuchowski | Jackie Boyz, Charles "Chizzy" Stephens III, C Minor, Jay Dmuchowski, Gavin Jones | 3:42    |
| 2. | „Before the Full Moon Rises” (kor. 보름달이 뜨기 전에 Boreumdari Tteugi Jeone) | mr.cho                                            | mr.cho, 清潭洞朴健宇                                                                              | mr.cho, 清潭洞朴健宇                                                             | 3:32    |
| 3. | „My Reaction” (kor. 온몸이 반응해 Onmomi Baneunghae)                           | Cho Wool (Princess Disease)                       | Cho Wool (Princess Disease)                                                                       | Cho Wool (Princess Disease)                                                      | 3:40    |
| 4. | „Nice”                                                                         | Noday, Tommy Park                                 | Tommy Park                                                                                        | Tommy Park                                                                       | 3:05    |
| 5. | „Mine”                                                                         | Jung Ju-hee (Jam Factory), Defsoul (JB)           | Joe J.Lee "Kairos"                                                                                | Joe J.Lee"Kairos"                                                                | 3:50    |
| 6. | „Back To Me”                                                                   | Sum People (Yoon Jong-sung, Jang Jung-seok), Mark | Sum People (Yoon Jong-sung, Jang Jung-seok)                                                       | Sum People (Yoon Jong-sung, Jang Jung-seok)                                      | 3:10    |

## Notowania
| Lista                    | Pozycja |
| ------------------------ | ------- |
| Gaon Weekly Album Chart  | 3       |
| Gaon Monthly Album Chart | 8       |
| Gaon Yearly Album Chart  | 25      |
| Five Music (Tajwan)      | 4       |